# Phaonia winnemanae
Phaonia winnemanae este o specie de muște din genul Phaonia, familia Muscidae, descrisă de Malloch în anul 1919. Conform Catalogue of Life specia Phaonia winnemanae nu are subspecii cunoscute.